# Los zancos (Goya)
Les Échasses
Pour les articles homonymes, voir Los zancos.
Los zancos (« Les Échasses ») est une peinture réalisée par Francisco de Goya entre 1791 et 1792 qui fait partie de la septième série de cartons pour tapisserie destinée au bureau de Charles IV dans le palais de l'Escurial.

## Contexte de l'œuvre
Tous les tableaux de la septième série sont destinés au bureau de Charles IV, anciennement prince des Asturies et à qui étaient déjà destinées les six premières séries, au palais de l'Escurial. Le tableau a été peint entre fin 1792 et début 1792.
Il fut considéré perdu jusqu'en 1869, lorsque la toile fut découverte dans le sous-sol du Palais royal de Madrid par Gregorio Cruzada Villaamil, et fut remise au musée du Prado en 1870 par les ordonnances du 19 janvier et du 9 février 1870, où elle est exposée dans la salle 93. La toile est citée pour la première fois dans le catalogue du musée du Prado en 1876.
La série était composée de La Boda, Los Zancos, El Balancín, Las Gigantillas, Muchachos trepando a un árbol, El Pelele et Las Mozas del cántaro.

## Analyse
Deux jeunes gens sur des échasses sont représentés dans toute leur hauteur pendant que deux majos à pied jouent de la flûte, rappelant la toile Pastor tocando la dulzaina, de la cinquième série. À une fenêtre, un jeune regarde. Des groupes masqués regardent le spectacle avec des chapeaux de fête. Ce point ressemble à La Maja et les masques, de la deuxième série.
La scène est extrêmement proche de Las Gigantillas, de la même série, mais ici le jeu d’enfant est remplacé par des échasses, un jeu d’adultes, plutôt que de monter sur les épaules d’un coéquipier.

### Bibliothèque
- (es) Gregorio Cruzada Villaamil, Los tapices de Goya, Rivadeneyra, 1870, 148 p. (OCLC 27205287), p. 53-54, 144-145
- (es) V. de Sambricio, Tapices de Goya, Madrid, Patrimonio Nacional, 1946, p. 100
- (es) José Manuel Arnaiz, Francisco de Goya : cartones y tapices, Madrid, Espasa Calpe, 1987, p. 166-171, 317
- (es) Janis Tomlinson, Francisco de Goya : los cartones para tapices y los comienzos de su carrera en la corte de Madrid, Madrid, Cátedra, 1993, 302 p. (ISBN 978-84-376-0392-6), p. 82, 252, 255-258, 261-263
- (es) Valeriano Bozal, Francisco Goya : vida y obra, vol. 1, TF Editores & Interactiva, 2005 (ISBN 978-84-96209-39-8), p. 63, 82 (vol. 1)
- Jean Laurent, Catalogue illustré des tableaux du Musée du Prado à Madrid, Madrid, J. Laurent et Cie, 1899, p. 28
- (es) Juan J. Luna et al, Goya, 250 aniversario, Madrid, Musée du Prado, 1996, 436 p. (ISBN 84-87317-48-0 et 84-87317-49-9)
- (es) Manuela de Mena Marqués, Goya : guía de sala, Madrid, Tf, 2008 (ISBN 978-84-95452-46-7)